# Баг (Пешта)
Баг (мађ. Bag) је насеље у централној Мађарској. Баг је веће насеље у оквиру пештанске жупаније.

## Географија

### Локација
Налази се на североисточној страни брда Геделе, на десној обали реке Галге, 39 километара од Будимпеште и 13 километара источно-североисточно од Гедела.
Насеља која се директно граниче су: Асод са севера, Хевизђерк са истока, Галгахевиз са југоистока, Вацсентласло са југа, Геделе (Мариабеснио) са југозапада и Домоњ са северозапада.

## Историја
Међу бројним археолошким налазима пронађеним у селу и око њега, најстарији су пронађени из неолитске културе Воналдисеш, а предмети из бакарног, бронзаног и римског доба доказују да је у континуитету насељен од тада чак и за време турское владавине и није био депопулисан.
Његово прво документовано помињање датира из 1394. године у облику Баага (Baag), а први познати печат датира из 1740. године. Њен први власник је вероватно била породица Акош, затим Жигмунд Луксембуршки, Батори, а касније Естерхазијеви. У насељу је 1703. године уписано 68 глава породице пореских обвезника.
Године 1736. гроф а касније барон Антал Грашалкович је купио четвртину села, а 10 година касније и преостали део имања је постао његово власништво. Цркву је подигао раних 1770-их и населио Немце и Словаке у то подручје.

## Становништво
Током пописа 2011. 88,4% становника се изјаснило као Мађари, 5,1% као Роми, 0,6% као Немци, 0,7% као Румуни и 0,2% као Словаци (11,4% се није изјаснило број). 
Верска дистрибуција је била следећа: римокатолици 64,4%, реформатори 3,6%, лутерани 2,5%, неденоминациони 6,3% (20,7% се није изјаснило).